# 新麗企業
新麗企業股份有限公司（SHINIH ENTERPRISE CO., LTD.），是不織布產品專業製造公司
，由簡天生等人於1962年創立，主要生產樹脂棉、熱融棉、散棉(開鬆棉、球棉)、彈性棉、直立棉、針軋棉、紡黏產品、融噴產品和其它特殊與功能性等各類產品。

## 歷史沿革
- 1962年 - 創立新麗企業，於新北市板橋。
- 1964年 - 開創太空被新紀元。
- 1965年 - 首創台灣化纖棉被自動化生產。
- 1971年 - 成功開發不織布樹脂棉及針軋棉生產，為應市場需要，遂陸續在台灣北、中、南地區建廠。
- 1971年 - 首家以化纖替代保溫材料，並合乎國際標準的公司。
- 1982年 - 開發不織布針軋汽車地毯成功，進入汽車內裝材料領域。
- 1984年 - 將生產與營運觸角伸向海外，於泰國設立新麗第一個海外廠區。之後陸續於東南亞、大陸、美國等地設廠。時至今日目前全球產銷據點約為18個，且仍陸續成長中。
- 1985年 - 成為美國杜邦公司在台灣唯一授權廠商，生產杜邦寢具系列產品。
- 1988年 - 取得與日本吳羽株式會社合資設廠，開始新麗快速成長與擴廠的腳步。
- 1991年 - 成功研發出纖維直立技術-VFT(Vertical Folding Technology)，取得20餘國專利。
- 1994年 - 與杜邦公司簽立VFT全球策略聯盟。
- 1999年 - 以VFT榮獲國家發明獎。
- 2001年 - 成為股票上櫃公司。
- 2002年 - 8月底，成為股票上市公司。(9944)
- 2003年 - 併購美國知名戶外家具品牌AOLI正式進軍美國消費品市場。
- 2007年 - 籌設美國Mississippi廠及High Point廠。
- 2008年 - 於中國河北省唐山市籌設“唐山台新纖維制品有限公司”
- 2008年 - 於中國山東省青島市籌設“青島台新纖維制品有限公司”
- 2009年 - 增加投資台灣，設立英特邦股份有限公司。
- 2010年 - 擴大投資台灣，增加購置台南官田廠。
- 2011年 - 增加投資大陸湖北台新纖維製品有限公司。
- 2013年 - 增加投資新麗柬埔寨 Shinih(Cambodia)Co.,Ltd.。
- 2014年 - 1.增加投資昆山新纖麗貿易有限公司。 2.擴大投資台灣，增加設置桃園八德廠。
- 2015年 - 1.增加投資 World Furniture Group。 2.增加投資 American Furniture Alliance Inc。
- 2017年 - 增加投資 PT Shinih Nonwovens Indonesia。
- 2019年 - 台灣八德廠通過 bluesign®認證 (越南於 2021通過認證)。並於同年獲得 ISPO Awardees ISPO Textrends Spring/Summer 2021 (TOP 5 and SELECTION of the FIBERS & INSULATIONS category) Achieve ISPO Awardees ISPO Textrends Spring/Summer 2021。
- 2020年 - 台灣八德廠、中國太倉廠、越南古 芝廠、越南河內廠、印尼廠陸續獲得 GRS (Global Recycled Standard)認證。
- 2021年 - 與東洋紡 Spunbond 部門全球策略聯盟。

## 產品應用
- 高功能保溫材 - 成衣、鞋材、睡袋
- 防火難燃材 - 美國TB603認證
- 汽車內裝材 - 天井材、門飾板、行李箱毯、中央大地毯、輪蓋毯
- 濾材 - 口罩、換氣扇、汽車濾材
- 醫療、衛材 - 醫療床、藥布、口罩(未生產口罩內材)
- 基礎建材 - 隔音材、隔熱材、壁毯、土工布、排水板
- 消費材 - 寢具、薄膜、環保袋、地毯、睡袋、置物盒、擦拭布、門墊、網球
- 包裝材 - 食品包裝、禮品包裝
- 墊材 - 椅墊、床墊、胸罩棉
- 填充材 - 玩偶、抱枕